# Axel Huens
Axel Huens (Buire-Courcelles, 5 september 2001) is een Frans wielrenner die in 2024 prof werd bij TDT-Unibet Cycling Team.

## Carrière
Als eerstejaars junior won Huens een etappe in de Ronde van de poorten van het land van Othe. Later dat jaar werd hij, achter Vito Braet en Jim Brown, derde in de Keizer der Juniores. Een jaar later werd hij onder meer elfde in Gent-Wevelgem voor junioren en vijfde in de E3 Classic voor junioren, alvorens in augustus de Johan Museeuw Classic te winnen.
In zijn eerste drie jaren als belofte behaalde Huens meerdere overwinningen en ereplaatsen in met name het Franse amateurcircuit, waarna hij in 2023 de overstap maakte naar Circus-ReUz-Technord. Namens die ploeg werd hij in februari van dat jaar tweede in Brussel-Opwijk. Later dat jaar werd hij onder meer tiende in het eindklassement van de Ronde van Loir-et-Cher en vijftiende in Parijs-Roubaix voor beloften.
In 2024 werd Huens prof bij TDT-Unibet Cycling Team. Zijn debuut voor de ploeg maakte hij in de Ronde van Antalya, waar hij in de tweede etappe naar de vijfde plek sprintte en een dag later deel uitmaakte van de vroege vlucht. Later die maand eindigde hij op plek 27 in Le Samyn.

## Overwinningen
2018
3e etappe Ronde van de poorten van het land van Othe
2019
Johan Museeuw Classic

### Resultaten in voornaamste wedstrijden
|      | \| Jaar \| Parijs-Roubaix \| \| ---- \| -------------- \| \| 2025 \| 27e \| |
| Jaar | Parijs-Roubaix                                                              |
| 2025 | 27e                                                                         |

### Resultaten in kleinere rondes
| Jaar | Benelux tour |
| ---- | ------------ |
| 2024 | 34e          |

(*) tussen haakjes aantal individuele etappeoverwinningen

## Ploegen
- 2023 –  Circus-ReUz-Technord
- 2024 –  TDT-Unibet Cycling Team
- 2025 –  Unibet Tietema Rockets

Bloem · Bomboi · Bouts · Budding · Christophersen · de Vries · Geleijn · Huens · Huyet · Inkelaar · Johannink · Kopecký · Kyffin · Loockx · Maire · Nielsen · Paige · Pedersen · Stockman · Stokbro · Ťoupalík
Bloem · Bomboi · Budding · Carboni · Christophersen · de Vries · Eiking · Geleijn · Huens · Huyet · Inkelaar · Johannink · Kopecký · Kubiš · Kyffin · Loockx · Maire · Meris · Mouris · Nielsen · Paige · Stockman · Stokbro · Ťoupalík · Verschuren